# Тениоза
Тениозата (на латински: Taeniasis е хронично протичаща хелминтоза със засягане на горните отдели на стомашно – чревния тракт и чревни разстройства.
Заболяването се причинява от свинска тения – Taenia solium или говежда тения - Taenia saginata.
Ларвната форма Cysticercus cellulosae представлява малко, елипсовидно мехурче, изпълнено с прозрачна или опалесцираща течност.
Човекът се заразява при консумация на цистицеркозно свинско месо.
Погълнатите цистицерки под действие на стомашния сок се освобождават и се залавят за лигавицата на тънкото черво.
Цистицерките се локализират в мускулатурата, но също така и в паренхимните органи: мозък, сърце, очите и други. С течение на времето те дегенерират, като потъмняват, казеозират или се калцифицират.
Тениозата може да протича безсимптомно и единствен признак на заболяването да бъде появата на членчета на тенията във фекалиите.
Може да се наблюдават и диспептични и неврологични симптоми – нарушен апетит, главоболие, световъртеж, нарушен сън, гадене.
От лабараторните показатели може да се наблюдават отклонения в периферната кръвна картина – анемия, левкопения с лимфоцитоза и умерена еозинофилия.
Лечението на тениозата е етиологично с противопаразитни препарати. Болните се диспансеризират за срок от 6 месеца.
Профилактиката е лична – да не се консумира сурово месо без ветеринарен преглед и да бъде добре термично обработено и обществената – рано откриване на болните, тяхното отстраняване от работа, строг ветеринарно – санитарен контрол при кланичния месодобив и профилактично паразитологично изследване на работещите в хранителните обекти.